# 埃拉尔
埃拉尔（Eral），是印度泰米尔纳德邦Toothukudi县的一个城镇。总人口9284（2001年）。

## 人口
该地2001年总人口9284人，其中男性4584人，女性4700人；0—6岁人口1022人，其中男539人，女483人；识字率80.92%，其中男性为83.73%，女性为78.19%。